# James Wolcott Wadsworth

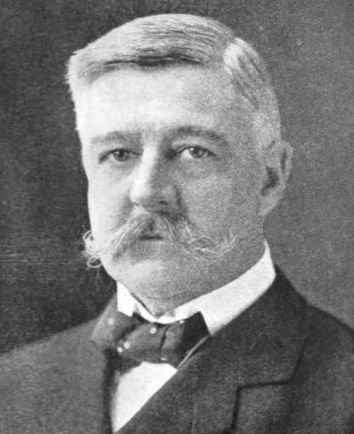
James Wolcott Wadsworth

James Wolcott Wadsworth (* 12. Oktober 1846 in Philadelphia, Pennsylvania; † 24. Dezember 1926 in Washington, D.C.) war ein US-amerikanischer Offizier und Politiker. Zwischen 1881 und 1885 sowie zwischen 1891 und 1907 vertrat er den Bundesstaat New York im US-Repräsentantenhaus. Der General James S. Wadsworth war sein Vater und der US-Senator James Wolcott Wadsworth junior sein Sohn.

## Werdegang
James Wolcott Wadsworth wurde während des Mexikanisch-Amerikanischen Krieges in Philadelphia geboren. Er besuchte die Hopkins Grammar School in New Haven (Connecticut). Während des Bürgerkrieges diente er als Captain im Stab von Generalmajor Gouverneur Kemble Warren. Er wurde zum Brevet-Major befördert. Nach dem Krieg ließ er sich in Geneseo nieder, wo er landwirtschaftlichen Tätigkeiten nachging. Zwischen 1873 und 1876 war er Supervisor in Geneseo. Er saß 1878 und 1879 in der New York State Assembly. Dann war er 1880 und 1881 New York State Comptroller.
Politisch gehörte er der Republikanischen Partei an. Er wurde in einer Nachwahl im 27. Wahlbezirk von New York in den 47. Kongress gewählt, um dort die Vakanz zu füllen, die durch den Rücktritt von Elbridge G. Lapham entstand. Sein Sitz im US-Repräsentantenhaus nahm er am 8. November 1881 ein. Bei den Kongresswahlen des Jahres 1882 wurde er in den 48. Kongress gewählt. Er schied dann nach dem 3. März 1885 aus dem Kongress aus. 1890 kandidierte er im 31. Wahlbezirk von New York für den 52. Kongress. Nach einer erfolgreichen Wahl trat er am 4. März 1891 die Nachfolge von John G. Sawyer an. Bei den Kongresswahlen des Jahres 1892 wurde er im 30. Wahlbezirk von New York in den 53. Kongress gewählt, wo er am 4. März 1893 die Nachfolge von Halbert S. Greenleaf antrat. Er wurde vier Mal in Folge wiedergewählt. 1902 kandidierte er im 34. Wahlbezirk von New York für den 58. Kongress. Nach einer erfolgreichen Wahl trat er am 4. März 1903 die Nachfolge von Edward B. Vreeland an. Er wurde einmal wiedergewählt. Bei seiner erneuten Kandidatur 1906 erlitt er eine Niederlage und schied dann nach dem 3. März 1907 aus dem Kongress aus. Während seiner Kongresszeit hatte er den Vorsitz im Agrarausschuss (54. bis 59. Kongress).
Man wählte ihn zum Präsidenten im Vorstand vom National Home for Disabled Volunteer Soldiers. Er ging wieder landwirtschaftlichen Tätigkeiten nach, aber auch der Viehzucht. 1914 nahm er an der Verfassunggebenden Versammlung von New York teil. Ferner war er Präsident der Genesee Valley National Bank. Er verstarb am 24. Dezember 1926 in Washington D.C. und wurde dann im Familiengrab auf dem Temple Hill Cemetery in Geneseo beigesetzt.